# Saint-Brès (Gard)
Saint-Brès ist eine französische Gemeinde mit 684 Einwohnern (Stand: 1. Januar 2022) im Département Gard der Region Okzitanien. Saint-Brès gehört zum Arrondissement Alès und zum Kanton Rousson (bis 2015: Kanton Saint-Ambroix). 

## Geografie
Saint-Brès liegt etwa 20 Kilometer nordnordöstlich von Alès am Cèze in den Cevennen. Umgeben wird Saint-Brès von den Nachbargemeinden Saint-André-de-Cruzières im Norden, Saint-Sauveur-de-Cruzières im Osten und Nordosten, Saint-Victor-de-Malcap im Südosten, Saint-Ambroix im Süden, Meyrannes im Westen sowie Courry im Nordwesten.

## Bevölkerungsentwicklung
| Jahr                       | 1962 | 1968 | 1975 | 1982 | 1990 | 1999 | 2006 | 2017 |
| Einwohner                  | 532  | 533  | 504  | 524  | 612  | 533  | 617  | 652  |
| Quellen: Cassini und INSEE |      |      |      |      |      |      |      |      |

## Sehenswürdigkeiten

Kirche Saint-Brice

- Kirche Saint-Brice
- Uhrenturm